# 2019 en Nouvelle-Zélande
Cet article présente les faits marquants de l'année 2009 en Nouvelle-Zélande.

## Évènements
- 15 mars : attentats de Christchurch : Un terroriste d'extrême-droite assassine cinquante personnes dans deux mosquées. C'est la première tuerie de masse terroriste dans l'histoire du pays[1].
- 13 avril : mort de Dame Yvette Williams (née le 25 avril 1929), championne olympique de saut en longueur pour la Nouvelle-Zélande aux Jeux olympiques d'été de 1952[2].
- 3 août : mort de Sir Brian Lochore (né le 3 septembre 1940), ancien capitaine des All Blacks et entraîneur de l'équipe victorieuse à la première édition de la Coupe du monde de rugby à XV, en 1987[3].
- 7 novembre : Le Parlement de Nouvelle-Zélande adopte une loi, initiée par le gouvernement de coalition de la travailliste Jacinda Ardern et soutenue par l'opposition de centre-droit, qui crée une obligation pour le pays d'atteindre la neutralité carbone en 2050 et de respecter ses engagements pris dans le cadre de l'accord de Paris sur le climat. La loi contraint les gouvernements jusqu'en 2050 à mettre en place des mesures pour atteindre cet objectif, et à prévoir un budget pour ces mesures[4].
- 9 décembre : Le volcan Île blanche entre en éruption, tuant dix-huit personnes[5].
- 13 décembre : mort de Sir Peter Snell, triple champion olympique d'athlétisme, considéré comme « l'athlète néo-zélandais du XXe siècle »[6].